# توماس ویچمن
توماس ویچمن (انگلیسی: Tamás Wichmann; ۴ فوریهٔ ۱۹۴۸ – ۱۲ فوریهٔ ۲۰۲۰) بازیگر، و قایقران کانو اهل مجارستان بود.
از فیلم‌ها یا برنامه‌های تلویزیونی که وی در آن نقش داشته‌است می‌توان به هارمونیهای ورکمایستر اشاره کرد.